# Rajowate
Rajowate, płaszczkowate, płaszczki właściwe (Rajidae) – rodzina ryb chrzęstnoszkieletowych z rzędu rajokształtnych (Rajiformes). Niektóre gatunki są poławiane w celach konsumpcyjnych.

## Zasięg występowania
Wody oceaniczne całego świata, od zimnych do bardzo ciepłych. W ciepłych wodach spotykane w głębszych, chłodniejszych warstwach.

## Cechy charakterystyczne
Ciało silnie spłaszczone grzbietobrzusznie, kształt zwykle romboidalny. Wierzchnia część ciała pokryta kolcami, których wielkość i rozmieszczenie jest zależna od gatunku. Płetwy piersiowe bardzo szerokie, zwykle z kolcami. Pięć par szczelin skrzelowych. Tryskawki dobrze rozwinięte. Na wąskim ogonie brak kolców, są natomiast dwie małe płetwy grzbietowe i narządy elektryczne. Ubarwienie zależne od podłoża (mimetyzm) i wieku ryby. Dymorfizm płciowy przejawia się szerszym dyskiem i lepiej rozwiniętymi kolcami u samic. Rajowate są rybami jajorodnymi.

## Tryb życia
Raje prowadzą przydenny tryb życia, często zagrzebane w piasku lub mule. Żywią się rybami i skorupiakami.

## Klasyfikacja
Do rodziny należą następujące rodzaje:
- Amblyraja Malm, 1877
- Beringraja Ishihara, Treloar, Bor, Senou & Jeong, 2012
- Breviraja Bigelow & Schroeder, 1948
- Caliraja Ebert, 2022
- Dactylobatus Bean & Weed, 1909
- Dentiraja Whitley, 1940
- Dipturus Rafinesque, 1810
- Hongeo Jeong & Nakabo, 2009 – jedynym przedstawicielem jest Hongeo koreanus (Jeong & Nakabo, 1997)
- Leucoraja Malm, 1877
- Malacoraja Stehmann, 1970
- Neoraja McEachran & Compagno, 1982
- Okamejei Ishiyama, 1958
- Orbiraja Last, Weigmann & Dumale, 2016
- Raja Linnaeus, 1758
- Rajella Stehmann, 1970
- Rostroraja Hulley, 1972
- Spiniraja Whitley, 1939 – jedynym przedstawicielem jest Spiniraja whitleyi (Iredale, 1938)
- Zearaja Whitley, 1939